# Cossacks II: Napoleonic Wars
Cossacks II: Napoleonic Wars је четврта компјутерска игра у серији стратешких игара у реалном времену Cossacks, објављена 2005. године. Ова игра се фокусира искључиво на Наполеоново доба, што значи да има много краћи временски распон од осталих игара у серији. Због тога се може истражити мање технолошког развоја него у другим играма Козака, а за сваку земљу не постоји толико различитих типова јединица као раније. Са друге стране, Cossacks II омогућава обуку великог броја јединица и има много тактичких опција и новији графички механизам.

## Гејмплеј
Козаци су игре препознате по томе што имају могућност контроле великог броја јединица на екрану истовремено. Ограничење војника који се могу користити у исто време је 64.000, што је велики број у поређењу са другим стратешким видео играма у реалном времену. Само серијал Total war може се приближити овом броју, са десет хиљада што је максималан број војника који се може користити у једном тренутку.
У режиму Битка за Европу може се играти са 6 нација: Француска, Русија, Пруска, Аустрија, Египат и Велика Британија. Са једним од ових земаља, играчи покушавају да освоје Европу. Експанзија из 2006, Cossacks 2: Battle for Europe,, такође укључује Шпанију, Варшавско војводство и Рајнску конфедерацију.
Играчи имају јединствену војску којом командују, коју могу послати широм Европе. Битке се воде у реалном времену. Временом се искуство играча побољшава, у зависности од броја битака. Како се зарађују промоције, више јединица постаје доступно, а могу се откључати боље, нове јединице. У почетку се може користити само пешадија, затим је дозвољена лака пешадија, инжењерија и коњица, затим артиљерија и на крају елитна пешадија и коњица.
У режиму за више играча (мултиплејер), играчи могу да воде битке са другим играчима на интернету.

## Пријем
Игра је добила различите критике. Агрегатори GameRankings и Metacritic наводе 73% као оцену за игру. Питер Суциу из GameSpy дао је игри просечну оцену 2,5 од 5, критикујући њену сложеност и ограничене опције у моду за више играча. Стив Батс из IGN-а је у свом завршном коментару рекао да је „[игра] мало боља од оригиналних Козака и значајно побољшање у односу на Александра. У тексту за GameSpot Џејсон Окампо дао је игри 7,9 од 10, називајући игру „угодном “ и хвалећи његову живописну графику, али је такође спомињао багове и грешке приликом снимања прогреса у игри као досадно препреке у томе да игра буде „ужитак“.